# Stefan Rüttgeroth
Stefan Rüttgeroth (* 4. März 1981 in Göttingen) ist ein deutscher Sportschütze im Wurfscheibenschießen in der Disziplin Trap.

## Leben und Karriere
Stefan Rüttgeroth arbeitet als Kaufmännischer Angestellter. Der Gieboldehausener startet für den WTV Nesselröden und wurde von Wilhelm Metelmann trainiert. Er war Teilnehmer der Olympischen Spiele 2008 in Peking und nahm am Trap-Wettkampf teil, dort belegte er Platz 24 mit 113 von 125 geworfenen Wurfscheiben.
Zunächst feierte Rüttgeroth Erfolge im Juniorenbereich. Bei der Junioren-Europameisterschaft 1998 in Nikosia gewann er den Titel, bei der Junioren-Weltmeisterschaft dieses Jahres wurde er in Barcelona Vierter, jeweils im Trap-Wettbewerb. 1999 erreichte Rüttgeroth im französischen Poussan bei der Junioren-EM Platz sechs. Die Junioren-EM in Montecatini beendete er als Vierter. Letztes großes Turnier im Juniorenbereich war die Junioren-WM in Kairo, wo Rüttgeroth Siebter im Doppeltrap- und Achter im Trapwettbewerb wurde. Den Durchbruch im Elitebereich schaffte der Niedersachse erst 2006 beim Weltcup in Kairo, den er gewann. 2011 wurde er beim Weltcup in Sydney Dritter. Die letzten Wettkämpfe im Nationalkader waren 2014 der Weltcup in München und die Europameisterschaft in Sarlóspuszta.
Der Hobbyjäger Rüttgeroth ist jedoch immer noch aktiv und wurde im Zeitraum von 1996 bis 2021 zehnmal Deutscher Meister, neunmal Vizemeister und erhielt fünfmal Bronze.